# Rzav (Drina)
Rzav (în bosniacă Rzav, în sârbă Рзав) este un râu din vestul Serbiei și estul Bosniei și Herțegovinei. Este un afluent de dreapta al râului Drina, cu 72 km lungime. Rzav este originar din două pâraie principale, Crni Rzav și Beli Rzav. Râul este uneori denumit Zlatiborski Rzav (în sârbă Златиборски Рзав; „Rzavul din Zlatibor”). 

## Beli Rzav
Beli Rzav (în bosniacă Bijeli Rzav, în sârbă Бели Рзав; „Rzavul Alb”) este pârâul cel mai scurt al râului Rzav. Este originar din versanții estici ai muntelui Zvijezda, aproape de granița cu Bosnia. După ce trece dealurile Batura, se întoarce spre sud spre muntele Tara, unde primește numeroase pâraie mici atât din munții Tara, cât și din Zvijezda. La Mănăstirea Zaovine, lângă satul omonim, pe Beli Rzav este un baraj care creează lacul artificial Zaovine. După ce traversează satul Mokra Gora (cătunele Kršanje și Kotroman), râul se întoarce spre vest, intră în Bosnia și Herțegovina și peste graniță se unește cu Crni Rzav lângă satul Donje Vardište. 

## Crni Rzav
Crni Rzav (în bosniacă Crni Rzav, în sârbă Црни Рзав; „Rzavul Negru”), este cel mai lung pârâu al râului Rzav. Este originar din muntele Čigota, în partea estică a regiunii Zlatibor. Râul curge inițial spre nord, pe lângă satele Vodice și Jokina Ćuprija, ajunge în secțiunea centrală a regiunii Zlatibor, unde este construit un baraj care creează lacul artificial Ribnica (cu o suprafață de 10 km²), imediat după satul din apropiere, Ribnica. După lac, râul se întoarce brusc spre vest și curând este urmat de torentul paralel al râului Jablanica. După ce a traversat satul Mokra Gora (cătunul Panjak) de la granița sârbo-bosniacă Crni Rzav întâlnește râul Jablanica lângă satul Gornje Vardište și, în sfârșit, râul Beli Rzav lângă satul Donje Vardište. 

## Rzav
Rzav continuă ca extensie naturală a Beli Rzav, dar, întrucât Rzavul Negru este mai lung, acesta din urmă este considerat a fi principalul său afluent. Rzav curge între partea cea mai sudică a muntelui Zvijezda (vârful Ponos) din nord și muntele Suha Gora de la sud, pe lângă satele Prosjek (și ruinele orașului medieval cu același nume), Dobrun și Žagre, apoi curge în râul Drina lângă orașul Višegrad. 
Rzav drenează o suprafață de 605 de km², aparține bazinului hidrografic al Mării Negre și nu este navigabil. 

## Istorie
La sfârșitul anului 1941, muntele Zlatibor a devenit o țintă a vânătorilor de comori, ca urmare a retragerii partizanilor iugoslavi de pe teritoriul liber al Republicii Užice care a fost reocupată de trupele germane. Din Užice, partizanii au confiscat multă hârtie și tone de bani din argint.  La 28 noiembrie 1941, Iosip Broz Tito și Slobodan Penezić Krcun au ordonat ca argintul să fie transportat inițial în vila din Zlatibor a avocatului belgrădean Aca Pavlović. Au fost 103 cutii, 60 de kg fiecare sau 6 tone în total. Comoara a fost mascată ca muniție și apoi a fost transportată în Borova Glava, iar în localitatea Jokina Ćuprija a fost îngropată o parte din ea, dar lucrarea nu a fost terminată din cauza ofensivei germane, așa că au încercat să mute partea rămasă. Cum transportul cu camioanele nu era o opțiune din cauza ofensivei, partizanii au purtat acum lăzile pe spate. În timp ce au fost urmăriți de germani, partizanii au aruncat lăzile și argintul s-a împrăștiat pe pajiști în direcția râului Rzav, reușind să păstreze doar câțiva saci de bani din hârtie.